# Henry Lindberg
Henry Fredrik Lindberg, född 23 oktober 1860 i Katarina församling i Stockholms stad, död 22 juni 1944 i Skeppsholms församling i Stockholms stad, var en svensk sjömilitär. Han var marinöverintendent, chef för Intendentavdelningen vid Marinförvaltningen och chef för Marinintendenturkåren 1909–1920 samt chef för Marinförvaltningen 1920–1925.

## Biografi

### Tidig karriär 1880–1905
Lindberg blev elev vid Kungliga Sjökrigsskolan 1874 och kadett där 1878. Han avlade sjöofficersexamen vid Kungliga Sjökrigsskolan 1880 och utnämndes samma år till underlöjtnant vid flottan samt befordrades till löjtnant 1884. Han gick lägre kursen vid Minskolan 1883–1884 och Högre kursen 1885–1886, varefter han studerade maskinbyggnad och mekanisk teknologi vid Kungliga Tekniska högskolan 1888–1890 för anställning vid flottans fasta minförsvar, som han därefter tillhörde till och med 1894. Han befordrades till kapten 1890. Åren 1895–1904 tjänstgjorde han vid flottans stab, företrädesvis vid Mobiliseringsdetaljen och Statistiska detaljen. Under denna tid befordrades han till kommendörkapten av andra graden 1901 och tillika tjänstgjorde som lärare i marinorganisationslära vid Kungliga Sjökrigshögskolan 1903–1904. År 1896 var han fartygschef på kanonbåten Rota, 1898 på logementsfartyget Stockholm och 1903 på korvetten Saga.
Under rysk-japanska kriget var Lindberg 1904–1905 marinattaché vid ambassaden i Tokyo. Denna tjänstgöring gav honom nyttiga erfarenheter, även om besöken vid krigsskådeplatser och örlogsbaser var tämligen strängt ransonerade. Lindberg skildrade tillsammans med marinattachén vid ambassaden i Sankt Petersburg Otto Lybeck de avgörande sjöstriderna under kriget i boken Tre sjöslag under rysk-japanska kriget 1904–1905 (1908), huvudsakligen baserad på japanska och ryska rapporter. De slutsatser som marinmyndigheterna drog av rysk-japanska kriget blev bestämmande för de marina övervägandena ifråga om flottans sammansättning och därmed för inriktningen av marinpolitiken.

### Chef för Sjökrigsskolan 1905–1908
Lindberg var 1905–1908 chef för Sjökrigsskolan, befordrad till kommendörkapten av första graden 1905. Vid denna tid stod frågan om Sjökrigsskolans omorganisation på dagordningen och resulterade 1906 i att kommittén angående sjökrigsskolans omorganisation tillsattes med kommendören Gustaf Dyrssen som ordförande. I denna kommitté, som även gjorde studieresor till Storbritannien och Tyskland, var Lindberg ledamot och hade i sin egenskap av skolans chef en väsentlig del av arbetet och ansvaret på sin lott. Kommitténs 1908 avgivna förslag, som antogs av riksdagen, gick i stort sett ut på att antagningsåldern höjdes och studentexamen på reallinjen sattes som villkor för inträde, varjämte utbildningstiden förkortades från sex år till något över tre år. Därigenom frångicks den gamla studieplanen med jämnlöpande militär och humanistisk utbildning, börjande på ett långt tidigare stadium.
Ett påfallande stort antal av Lindbergs sjökommenderingar gällde expeditioner till främmande farvatten. Han var bland annat fartygschef på pansarkryssaren Fylgias jungfruresa 1907 och han representerade i samband därmed Sverige i Jamestown i Virginia i USA när 300-årsminnet av Englands första koloni i Nordamerika högtidlighölls. Han visade för övrigt sin talang i att manövrera fartyg när han på sommaren 1906 med pansarskeppet Dristigheten under rykande storm bistod pansarskeppet Äran, som hade råkat i lägervall på Rivöfjorden. Episoden följdes med livligt intresse av Oscar II ombord på Drott, liksom också från den samlade kustflottan och en gästande brittisk kryssareskader.

### Marinöverintendent 1909–1920
Åren 1909–1920 var Lindberg marinöverintendent, chef för Intendentavdelningen vid Marinförvaltningen och chef för Marinintendenturkåren. Under detta decennium nedlade han ett fruktbärande arbete särskilt under första världskriget, då sjöförsvarets försörjningstjänst var behäftad med betydande svårigheter. Under denna tid tillkom åtskilliga intendenturanstalter av olika slag, bland vilka främst kan nämnas marinens centrala beklädnadsverkstad i Karlskrona. Marinens kolgårdar byggdes ut och man började uppföra cisterner för brännolja. Kontakter togs med stenkolsproducenter i olika länder för att undvika mellanhänder och för detta syfte arrangerades ävenledes direkta skeppningar. Lindberg företog en resa till Storbritannien för att undersöka kolmarknaden. Detta ledde till att Marinförvaltningen ingick avtal direkt med kolgruveägare i Wales. De svenska importfirmorna klagade hos den då arbetande Civilkommissionen. Kolupphandlingsfrågan uppmärksammades också i pressen och föranledde en interpellation i riksdagen. Statsminister Arvid Lindman konstaterade emellertid att Marinförvaltningen inte hade begått något fel.
Lindberg försökte som chef för Marinintendenturkåren tillgodose dess intressen, men under rådande svåra omständigheter hade han svårt att få gehör för sina krav inom rimlig tid. Han lyckades dock till slut genomföra en betydande omläggning av kårens löner, varigenom efterlängtade och nödvändiga förbättringar kunde genomföras. Något senare blev också kårens numerär icke oväsentligt ökad.
Han var ledamot av kommittén rörande organisationen av flottans varv 1913–1918 och ledamot av krigsmaterielkommissionen 1915–1922.

### Chef för Marinförvaltningen 1920–1925
Lindberg befordrades till kommendör 1919 och var tillförordnad chef för Marinförvaltningen 1919–1920, varpå han var ordinarie chef för Marinförvaltningen 1920–1925 och befordrades till konteramiral 1920.
Detta var en för krigsmakten och synnerligen flottan synnerligen bekymmersam tid. Regeringen hade nämligen vid framläggandet av 1919 och 1920 års statsverkspropositioner föreslagit avsevärda nedskärningar i Marinförvaltningens anslagsäskanden med påföljd att den under krigsåren hård slitna materielen inte kunde underhållas tillfredsställande. En del nybyggnationer enligt 1914 års program pågick visserligen och kunde avslutas i vederbörlig ordning tack vare tidigare beviljade anslag, men ytter medel till fullföljande av dessa program eller till ersättningsbyggnader i övrigt beviljades inte, trots Marinförvaltningens allvarliga framställningar. Först under regeringen Trygger ljusnade läget något i och med att 1924 års riksdag beviljade medel till påbörjande av två jagare, två ubåtar och två motortorpedbåtar, varav de båda jagarna var väsentligt större, kraftigare och bättre bestyckade än de som tidigare hade tillförts flottan. Tillkomsten och utformandet av denna förbättrade jagartyp (Ehrensköld-klass) kan i hög grad tillskrivas Lindbergs personliga insats. I övrigt fick Marinförvaltningen begränsa sig till all hålla första linjens fartyg i stridsdugligt skick medan resten av den flytande materielen  kunde bli föremål för endast ett synnerligen nödtorftigt underhåll. Lindbergs uppgift blev naturligen under sådana omständigheter vansklig och komplicerad, men han genomförde den  på ett sätt som rönte allmänt och oförbehållsamt erkännande. Åren 1925–1926 var han ledamot av kommittén angående ersättningsbyggnad för flottan, vars förslag bland annat ledde till byggandet av flygplanskryssaren Gotland.
Lindberg intresserade sig särskilt för flygväsendet. Efter världskrigets slut inköptes under några år flygbåtar från Italien, Tyskland och Storbritannien, varigenom marinen fick sin första närmare kontakt med flygvapnets mycket betydande utveckling under krigsåren. Marinförvaltningen lyckades även övertyga statsmakterna om nödvändigheten av förbättrad flygmateriel och tack vare ökade anslag gjordes väsentliga framsteg på detta område. Lindberg intog härvid ståndpunkten att för flygvapnet kunde endast det bästa vara gott nog. Han utnyttjade själv i största möjliga utsträckning flyget vid sina ofta återkommande inspektionsresor och avslutade vid 65 års ålder sin tjänstgöring med en färd efter sitt eget sinne i det att han på sommaren 1925 i officiellt uppdrag gjorde en för den tiden likaledes oförvägen som uppmärksammad flygfärd från Stockholm till London och åter med marinens flygbåt nummer 44, förd av kapten Arvid Flory. Hemfärden kunde inregistreras som den första flygningen mellan Storbritannien och Sverige utan mellanlandning. Vid avgången ur från chefskapet för Marinförvaltningen 1925 befordrades han till viceamiral och inträdde samtidigt i reserven, i vilken han kvarstod till utgången av 1938.

### Slutord
Henry Lindberg var en framstående militär förvaltningsman som besatt såväl initiativkraft som god samarbets- och organisationsförmåga. Han ansågs vara föga bunden av förvaltningsformerna och fann snarare snabbhet och effektivitet i handlandet vara det viktigaste. Han hade ett utpräglat sinne för affärer, en egenskap som kom väl till pass i hans egenskap av chef för Intendentavdelningen vid Marinförvaltningen. Han betraktades som en av sjöförsvarets mest representativa män. Om detta vittnar att han tre gånger framfördes som tänkbar kandidat som statsråd: som sjöförsvarsminister vid Carl August Ehrensvärds avgång 1910 och vid bildandet av regeringen Staaff 1911 samt som försvarsminister vid bildandet av regeringen De Geer 1920.
Henry Lindberg invaldes 1898 som ledamot av Kungliga Örlogsmannasällskapet och utsågs 1920 till hedersledamot av sällskapet. Han invaldes 1906 som ledamot av Kungliga Krigsvetenskapsakademien.
Lindberg blev riddare av Hederslegionen 1900, riddare av Svärdsorden 1900, mottagare av fjärde klass av Uppgående solens orden 1905, riddare av andra klass av Preussiska Kronorden  1908, officer av Hederslegionen 1908, riddare av andra klass av Sankt Annas orden  1909, kommendör av andra klass av Vasaorden 1911, kommendör av första klass av Vasaorden 1916 och kommendör av första klass av Svärdsorden 1923.
Henry Lindberg var son till William Lindberg och Emelie Thavenius. Han var ogift och är begravd på Norra begravningsplatsen i Solna.